# Paradox Interactive
Paradox Interactive (некада део Paradox Entertainment) је шведска компанија за развој видео-игара позната по историјским стратегијама. Компанија се такође бави и издавањем видео-игара. Углавном издаје своје игре али и игре других развојних тимова. У поседу ове компаније је и сервис GamersGate. Водећи програмер ове компаније је Јохан Андерсон. 

## Игре
Ово је списак видео-игара које је развио, издао и/или дистрибовао Paradox Interactive.

### Svea Rikeсеријал
- 1997. – Svea Rike
- 1999. – Svea Rike II
- 2000. – Svea Rike III

### Europa Universalisсеријал
- 2000. – Europa Universalis
- 2001. – Europa Universalis II
- 2003. – Europa Universalis: Crown of the North
- 2004. – Europa Universalis II: Asia Chapters
- 2007. – Europa Universalis III
- 2007. – Europa Universalis III: Napoleon's Ambition
- 2008. - Europa Universalis: Rome
- 2013. - Europa Universalis IV

### Hearts of Ironсеријал
- 2002. – Hearts of Iron
- 2005. – Hearts of Iron II
- 2006. – Hearts of Iron II: Doomsday
- 2007. – Hearts of Iron II: Armageddon
- 2009. – Hearts of Iron III
- 2016. – Hearts of Iron IV

### Victoriaсеријал
- 2003. – Victoria
- 2006. – Victoria: Revolutions

### Crusader Kingsсеријал
- 2004. – Crusader Kings
- 2007. – Crusader Kings: Deus Vult
- 2012. – Crusader Kings II

### Друге
- 2000. – Airfix: Dogfighter
- 2000. – Dragonfire: The Well of Souls
- 2002. – Legion
- 2003. – Chariots of War
- 2003. – Valhalla Chronicles
- 2004. – Two Thrones
- 2005. – Diplomacy

#### Игре других развојних тимова
- 2004. – Knights of Honor
- 2005. – Perimeter: Emperor’s Testament
- 2006. – Galactic Civilizations II: Dread Lords – a turn-based strategy game by Stardock.
- 2006. – Take Command: 2nd Manassas
- 2006. – Rush for Berlin
- 2006. – Sword of the Stars
- 2006. – Silent Heroes: Elite Troops of World War II
- 2006. – Heart of Empire: Rome (отказана)
- 2007. – Frontline: Fields of Thunder
- 2007. – UFO: Extraterrestrials
- 2007. – Lost Empire
- 2007. – Combat Mission: Shock Force
- 2007. – Galactic Assault: Prisoner of Power
- 2007. – Tarr Chronicles
- 2008. – Penumbra: Black Plague
- 2008. – Supreme Ruler 2020
- 2008. – Mount&Blade

#### Скандинавске дистрибуције
- 2006. – Bad Day L.A.
- 2006. – Mage Knight: Apocalypse
- 2006. – Wildlife Park 2
- 2006. – Birth of America
- 2006. – ParaWorld
- 2006. – Secret Files: Tunguska
- 2006. – Anno 1701
- 2006. – Warhammer: Mark of Chaos
- 2006. – Everquest 2: Echoes of Faydwer
- 2007. – Vanguard: Saga of Heroes
- 2007. – Runaway 2: The Dream of The Turtle
- 2007. – Dawn of Magic
- 2007. – Virtual Skipper 5 – The 32 Americas Cup
- 2007. – Penumbra Overture
- 2007. – Delaware St. John – Volume 3: The Seacliff Tragedy
- 2007. – Loki